# 威爾頓 (伊利諾伊州)
威爾頓（英語：Wilton）是位於美國伊利諾伊州威爾縣的一個非建制地區。該地的面積和人口皆未知。

## 地理
威爾頓的座標為41°22′46″N 87°56′03″W / 41.37944°N 87.93417°W，而該地的平均海拔高度為211米（即692英尺）。